# Échelle (Fluss)
Die Échelle ist ein Fluss im Südwesten Frankreichs, der in der Region Nouvelle-Aquitaine verläuft. Sie entspringt im Gemeindegebiet von Dignac etwa 1 Kilometer südlich des Ortskerns und mündet nach rund 17 Kilometern bei Font de Lussac als Nebenfluss in die Touvre. Ihr durchschnittliches Gefälle beträgt 8,56 m/km.

## Etymologie
Die Bezeichnung Échelle leitet sich wider Erwarten nicht vom Französischen échelle (Leiter) ab, sondern findet ihren Ursprung im in der Gemeinde Touvre gelegenen Flusslauf La Lèche (oder im gleichnamigen Ortsteil der Gemeinde Touvre). L’Échelle ist somit das Diminutiv von Lèche – Lèch • elle – und bedeutet dann kleine Lèche.

## Durchquerte Départements
- Charente, in der Region Nouvelle-Aquitaine

## Orte am Fluss
- im Kanton Boëme-Échelle:
  - Dignac
  - Sers
  - Bouëx
- im Kanton Touvre-et-Braconne:
  - Touvre

## Hydrographie
Das Einzugsgebiet der Échelle beträgt 68 Quadratkilometer bei einem Höhenunterschied von 137 Meter. Linke Nebenflüsse sind der kurze Ruisseau de Bellevau in der Gemeinde Sers, der 2,3 Kilometer lange Ruisseau de Rochejoubert, der durch die Gemeinden Garat, Magnac-sur-Touvre und Touvre fließt und die nur sehr kurze Lèche unmittelbar südlich der Mündung in die Touvre. Rechte Nebenflüsse sind der Ruisseau de Cloulas und der Ruisseau de Beaulieu im Gemeindegebiet von Dignac. Letzterer nimmt seinerseits rechtsseitig den Ruisseau de Charbontière und den Ruisseau du Roc auf. Weitere unter 1 Kilometer lange Seitentäler münden bei Roches (rechtsseitig) und bei Roprie (linksseitig).
Eine Kläranlage befindet sich bei Dignac, ein Wassergütebeobachtungsposten unterhalb vom Weiler Peusec (Gemeinde Garat) und in Touvre ist eine hydrometrische Messstation installiert.

## Geographie

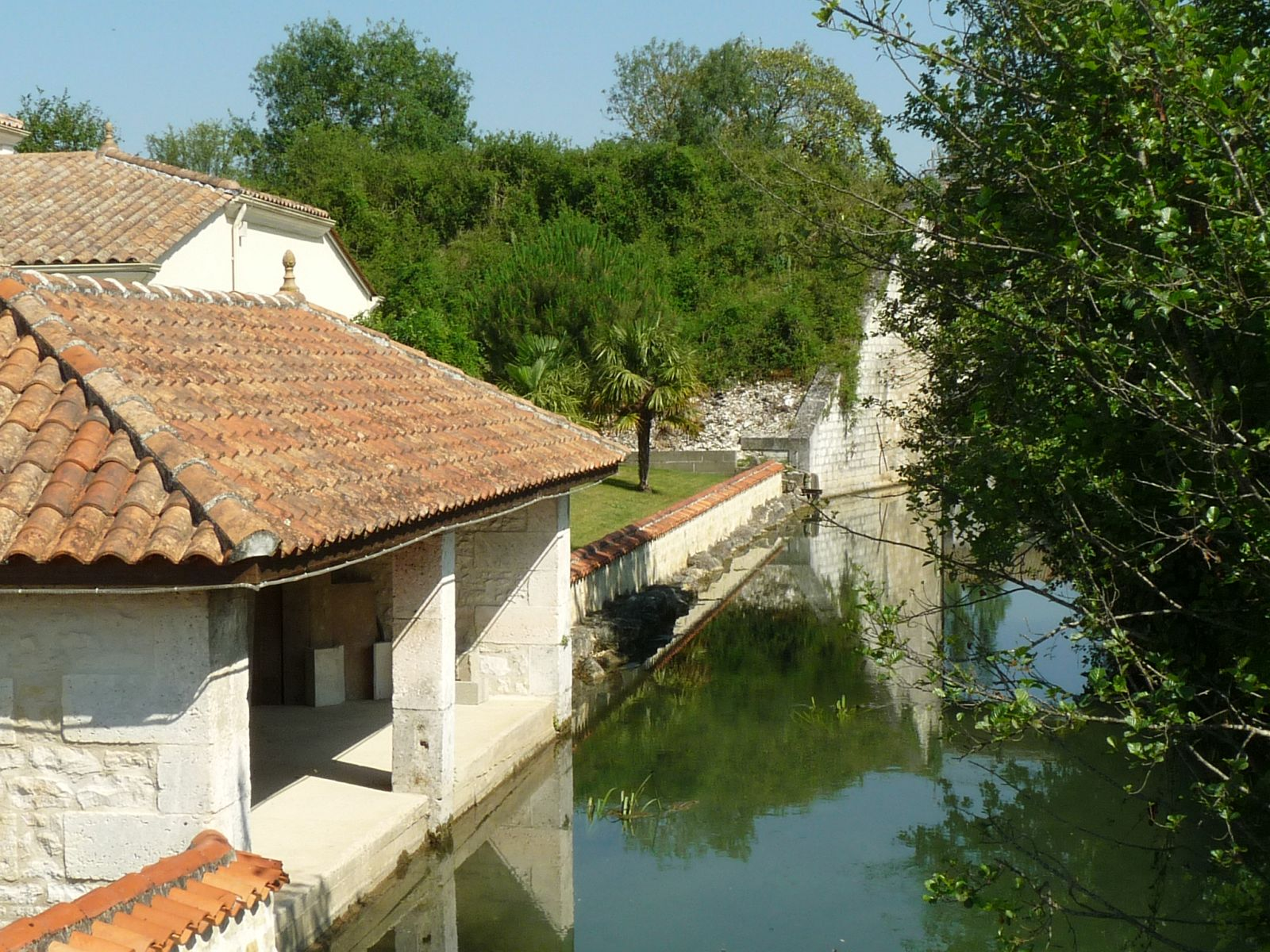
Die Échelle in der Gemeinde Touvre

Die Échelle entspringt auf 185 Meter Meerhöhe am Weiler La  Marronnière (Gemeinde Dignac) im Forêt de Dirac. Sie fließt anfangs in nordöstliche Richtung, dreht aber dann im Gemeindegebiet von Sers nach Nordnordwest, um auf 48 Meter Meerhöhe in die Touvre zu münden.

## Geologie

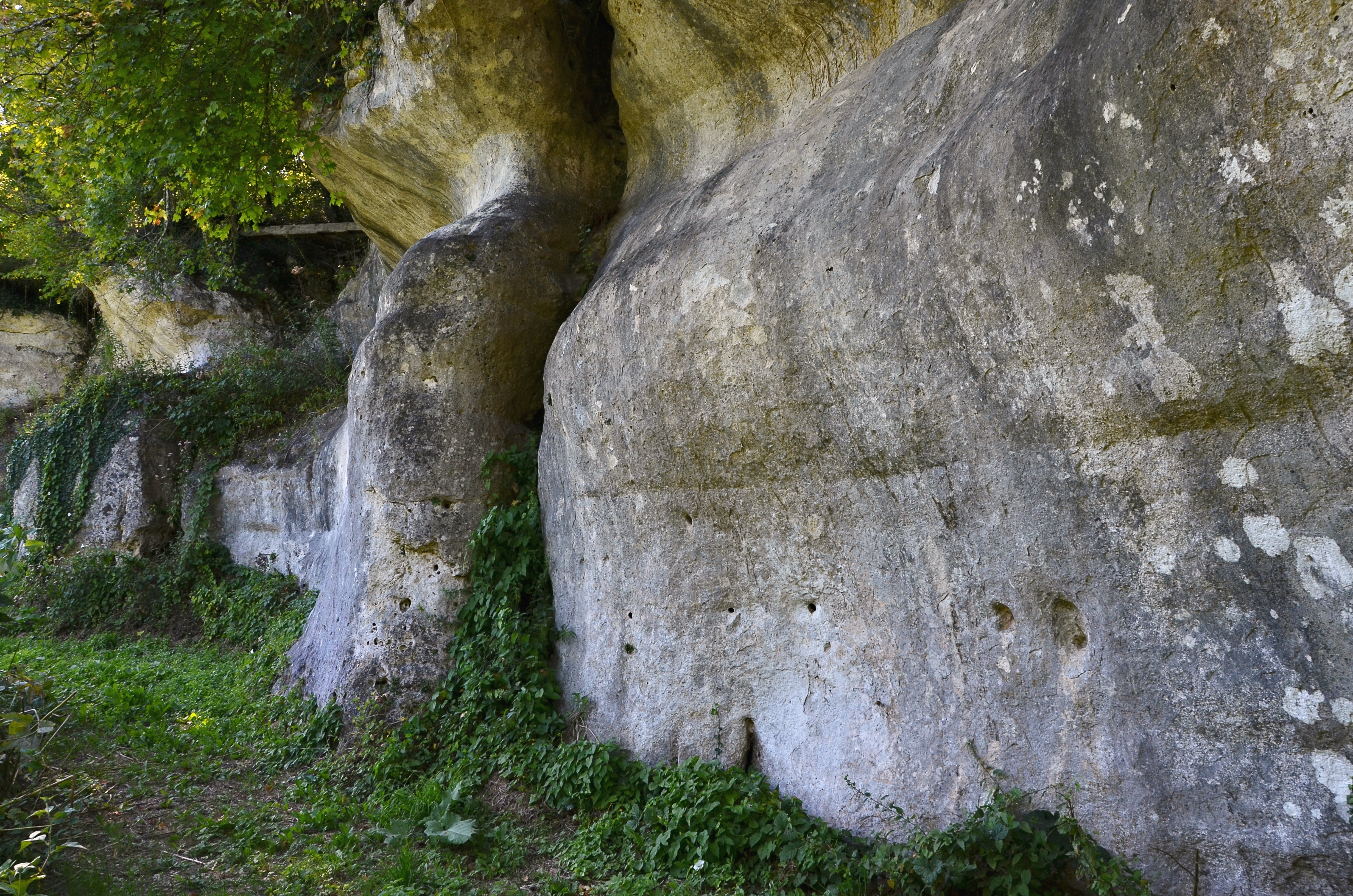
Steilwand im Oberturon an der linken Talseite der Échelle bei La Brousse (Gemeinde Sers)

Die Quelle der Échelle befindet sich in maximal 20 Meter mächtig werdendem kontinentalen Detritus, der aus dem weiter östlichen Grundgebirge des Massif Central stammt. Es handelt sich hier um tonige, mit Kiesen durchsetzte Sande, deren Alter auf Miozän/Pliozän eingestuft wird. Nur unweit weiter nördlich in Ortsnähe von Dignac greift der Fluss herunter auf unterlagernde, flach liegende Oberkreidesedimente des nördlichen Aquitanischen Beckens. Angetroffen wird zuerst 30 Meter mächtiges Untersanton bestehend aus glaukonithaltigen Kalken und ab Dignac sodann 30 bis 35 Meter mächtiges Coniacium – Kalksande und harte Fossilkalke. Etwa 1 Kilometer nordnordöstlich von Dignac schneidet der Fluss erstmals in 40 bis 54 Meter mächtige Sedimente des Oberturons (Angoumien). Nach dem Zusammenfluss mit dem rechtsseitigen Ruisseau de Beaulieu und dem Ruisseau du Roc, an dem rechterhand die jungpaläolithische Fundstätte Roc-de-Sers gelegen ist, betritt der Fluss nach erfolgtem Richtungswechsel 30 Meter mächtiges Unterturon (Ligérien). Ab Moulin du Fourneau werden die 40 bis 42 Meter mächtigen Sedimente des Cenomaniums angetroffen – plattige Kalke, Sande und Tone –, welche über Oberjura transgredierten und den Oberkreidezyklus einleiteten. Ab Le Picard steht dann auf der rechten Talseite erstmals Oberjura an. Der Oberjura wird aus gut 130 Meter an Oxfordium und 310 Meter an Kimmeridgium aufgebaut. Unmittelbar nach Queren der D 4 von Marthon nach Angoulême erscheint auf der linken Talseite erstmals die Nordnordwest-streichende Échelle-Störung. An ihr ist das mergelreiche Kimmeridgium östlich der Verwerfung gegenüber dem Cenoman im Westen angehoben worden. Das auf der rechten Talseite anstehende Oxfordium fällt mit rund 5 Grad flach nach Südwest ein.
Durch das Tal der Échelle verläuft ein entscheidender Fazieswechsel, der die Sedimentfolgen des Oxfordiums und Kimmeridgiums betrifft. Beide Folgen erscheinen auf der Ostseite des Flusstals in Rifffazies mit bioklastischen, teils kiesigen Riffschuttkalken, im Westen jedoch als tonige Kalke und Mergel. Die Mergelfazies ist wasserabdichtend und bewirkt daher im Zusammenspiel mit der Échelle-Störung das Aufsteigen der Karstwässer in den Quellen der Touvre und der Lèche.
Die Échelle-Störung ist regional bedeutend und bildet die südliche Fortsetzung des bis an die Charente reichenden Touvre-Grabens. Sie steht möglicherweise auch mit dem seitlich versetzten Bandiatgraben in Verbindung.
Die Talungen der Échelle sind mit quartärem Alluvium ausgefüllt.
Aufgrund von Verkarstungen verliert der Fluss Wasser, das in den Karstquellen der Touvre wieder zum Vorschein tritt.

## Sehenswürdigkeiten am Fluss
- Roc-de-Sers – jungpaläolithische Fundstätte
- Fontaine miraculeuse ("Wunderquelle") bei Bellevau (Gemeinde Sers) mit monolithischer Kapelle und Einsiedelei des 6. Jahrhunderts.
- Die Pfarrkirche Saint-Cybard in Dignac aus dem 12. und 15. Jahrhundert.
- Das Schloss Logis de Nanteuil in Sers aus dem 15. Jahrhundert.
- Die romanische Pfarrkirche Saint-Pierre-aux-Liens in Garat aus dem ausgehenden 12. Jahrhundert.